# Estação Le Kremlin-Bicêtre
Le Kremlin-Bicêtre é uma estação da linha 7 do Metrô de Paris, localizada na comuna de Le Kremlin-Bicêtre.

## História
A estação foi a primeira estação do ramal da linha para Villejuif, aberta em 10 de dezembro de 1982.
Em 2011, 4 492 364 passageiros entraram nesta estação. Em 2012, foram 4 576 882 passageiros. Ela viu entrar 4 344 822 passageiros em 2015, o que a coloca na 110ª posição das estações de metrô por sua frequência.

## Serviços aos passageiros

### Acessos
Esta estação de metrô se situa na interseção da avenue de Fontainebleau, da avenue Eugène-Thomas e da rue Edmond-Michelet.

### Plataformas
Le Kremlin-Bicêtre é uma estação de configuração padrão: ela possui duas plataformas separadas pelas vias do metrô.

### Intermodalidade
A estação é servida pelas linhas 47, 131, 185 e 323 da rede de ônibus RATP e pelos serviços urbanos v1 e v6 da rede de ônibus Valouette.

## Pontos turísticos
- Centro Hospitalar Universitário Kremlin-Bicêtre.
- Centro Comercial Okabé, aberto em março de 2010.